# نهر كولمان الجليدي
نهر كولمان الجليدي هو نهر جليدي يقع فوق جبل هود، ولاية أوريغون، الولايات المتحدة.